# Kortstjärtad grässmyg
Kortstjärtad grässmyg (Amytornis merrotsyi) är en fågel i familjen blåsmygar inom ordningen tättingar.

## Utbredning och systematik
Kortstjärtad grässmyg förekommer steniga sluttningar i bergskedjorna Flinders och Gawler i South Australia. Den behandlas antingen som monotypisk eller delas in i två underarter med följande utbredning:
- Amytornis merrotsyi merrotsyi – Flinders Ranges i sydöstra South Australia
- Amytornis merrotsyi pedleri – Gawler Ranges i sydcentrala South Australia

## Status
IUCN kategoriserar arten som livskraftig.

## Namn
Fågelns vetenskapliga artnamn hedrar Arthur Leslie Merrotsy (1887-1961), löjtnant i australiska armén, ingenjör, lärare och samlare av specimen.